# Puerta de Vargas
Puerta de Vargas är en ort i Mexiko.   Den ligger i kommunen Ecuandureo och delstaten Michoacán de Ocampo, i den centrala delen av landet, 300 km väster om huvudstaden Mexico City. Puerta de Vargas ligger 1 549 meter över havet och antalet invånare är 127.
Terrängen runt Puerta de Vargas är lite kuperad. Runt Puerta de Vargas är det ganska tätbefolkat, med 54 invånare per kvadratkilometer. Närmaste större samhälle är Yurécuaro, 17,7 km norr om Puerta de Vargas. Omgivningarna runt Puerta de Vargas är en mosaik av jordbruksmark och naturlig växtlighet.